# Aminek wielki
Aminek wielki (Ammi majus L.) – gatunek rośliny jednorocznej z rodziny selerowatych (Apiaceae). Występuje w stanie naturalnym w rejonie śródziemnomorskim oraz w południowo-zachodniej Azji, najdalej na wschód występując w Pakistanie. W Polsce uprawiany i przejściowo dziczejący jest jako efemerofit.

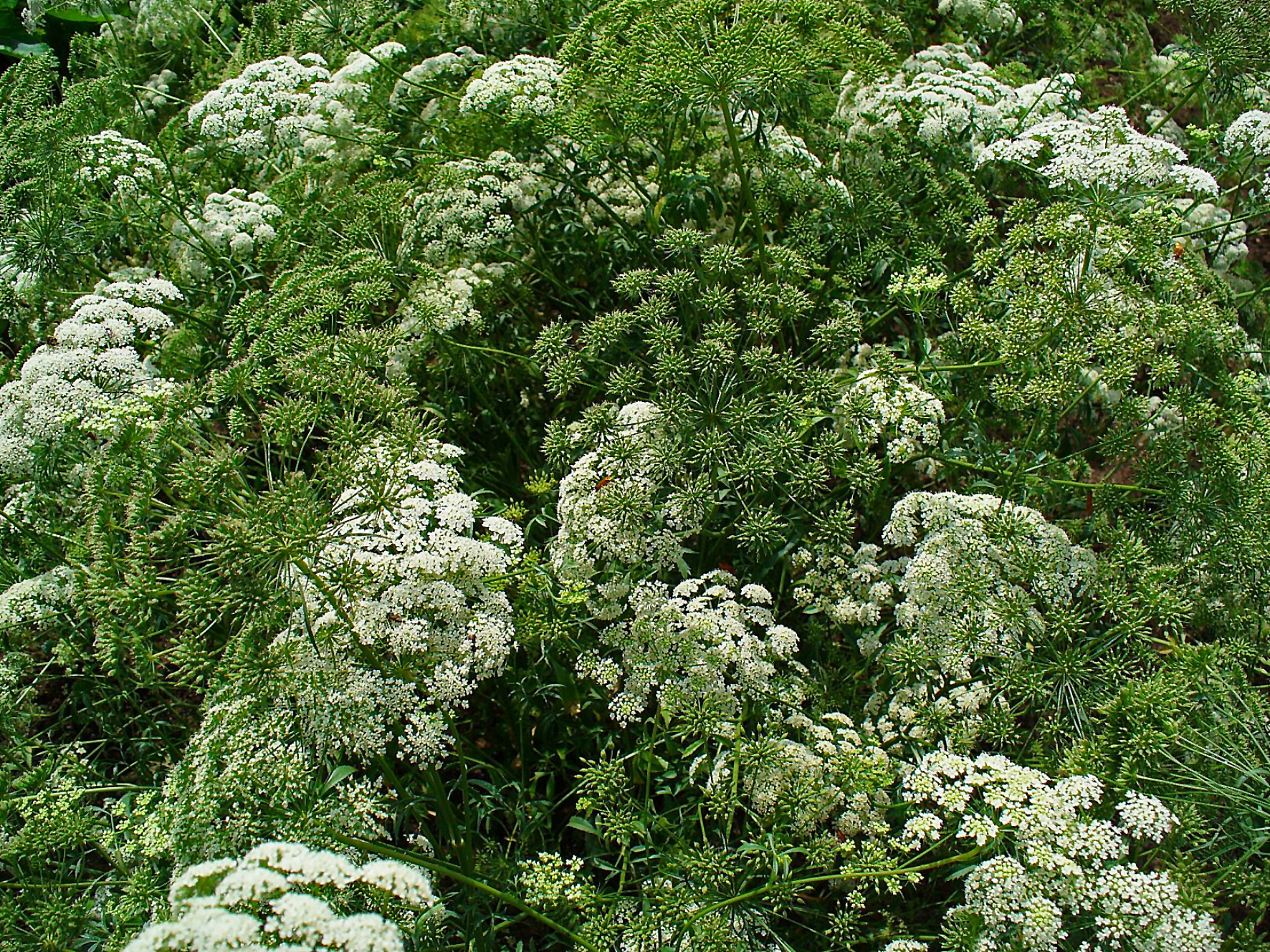
Pokrój